# Banca Mondială
Banca Mondială este o bancă susținută cu finanțări internaționale care oferă asistență finaciară și tehnică țărilor sărace. Grupul Băncii Mondiale este o instituție formată din cinci bănci financiare internaționale, și anume:
- Banca Internațională pentru Reconstrucție și Dezvoltare - BIRD (International Bank for Reconstruction and Development)
- Corporația Financiară Internațională - IFC (International Finance Corporation)
- Asociația Internațională de Dezvoltare - AID/IDA (International Development Association)
- Agenția de Garantare Multilaterală a Investițiilor - MIGA (Multilateral Investment Guarantee Agency)
- Centrul Internațional de Reglementare a Diferendelor din Domeniul Investițiilor - ICSID (International Center for Settlement of Investments Disputes).

Fiecare instituție are un rol distinct în lupta împotriva sărăciei și îmbunătățirea condițiilor de viață pentru populația din statele în curs de dezvoltare.
Termenul generic de Banca Mondială se referă în principal la BIRD și IDA, iar proiectele principale de finanțare se derulează prin IBRD.

## Resurse
- Acordarea     creditelor de către BIRD este finanțată în principal prin emiterea de     obligațiuni (obligațiuni cotate AAA) pe piețele financiare internaționale.
- BIRD se     finanțează, de asemenea, prin împrumuturile acordate din propriul capital
- Capitalul     BIRD se formează prin contribuțiile celor 189 de state membre și prin     acumularea de rezerve
- Resursele     BIRD asigură cheltuielile de funcționare ale Băncii Mondiale și pot     contribui la finanțarea IDA
- Resursele     IDA se constituie o dată la trei ani prin contribuțiile a 52 de state     donatoare. Fonduri adiționale sunt generate de rambursarea împrumuturilor     (fără dobândă) acordate pe termen de 35-40 de ani

## B.   Împrumuturi
- BIRD și     IDA acordă împrumuturi de două tipuri: pentru  investiții și pentru politici de dezvoltare;
- Împrumuturile     pentru investiții au drept scop achiziționarea de către state a unor     bunuri, lucrări sau servicii, pentru proiecte de dezvoltare în domenii     variate
- Împrumuturile     pentru politici de dezvoltare (cunoscute anterior sub denumirea de     împrumuturi de ajustare structurală) urmăresc finanțarea politicilor statelor     în domeniul reformelor instituțională;
- Procedură: statele debitoare formulează     cererile pe baza unui proiect, care este evaluat de Banca Mondială     din punct de vedere economic, financiar, social și al mediului. Acordul     de împrumut care este semnat prevede: obiectivele de dezvoltare la     care se obligă împrumutatul, indicatorii de performanță și planul de     aplicare al proiectului, precum și modul de restituire a împrumutului.     Banca Mondială supraveghează, prin personalul dislocat în fiecare stat,     modul de implementare a proiectului;
- Împrumuturile     IDA se acordă fără dobândă, însă statele debitoare plătesc o taxă de 0,75%     pe an pentru fondurile alocate și 0,5% pe an pentru fondurile angajate de     IDA dar care nu au fost alocate încă;

## Fondurile “Trust funds” și Granturi
- Statele,     precum și entitățile publice și private pot constitui depozite în “Trust funds”, fondul urmând a fi utilizat pentru proiecte de     dezvoltare (ex. Carbon Finance, Global Environment Facility, Global Fund     to Fight AIDS, Tuberculosis and Malaria)
- IDA acordă     granturi (fonduri nerambursabile) pentru proiecte de asistență și     consultanță, precum și pentru co-finanțarea unor proiecte
- Banca     Mondială acordă, de asemenea, granturi și pentru organizații     non-guvernamentale private

## D.   Activități de Analiză și Consultanță
- Banca     Mondială realizează cercetări în domeniul economic și colectare     de date pe domenii precum comerțul, mediul, combaterea sărăciei.
- Banca     Mondială realizează, de asemenea, activități de evaluare în raport cu     anumite state – examinarea perspectivelor economice prin analiza     sectorului bancar, a piețelor financiare, a comerțului, infrastructurii     etc.

## Întărirea capacității statelor
Banca Mondială realizează activități în domeniul formării experților din cadrul statelor, în scopul îmbunătățirii performanțelor economice ale statelor. În aceste activități se încadrează:
- Serviciile de Consultanță (25 de servicii în cadrul Băncii Mondiale)

- Rețeaua Globală de Formare în domeniul Dezvoltării (Global Development Learning Network)

- Knowledge for Development

- Centrul de Resurse în domeniul Dezvoltării Capacităților

- Programele regionale și globale ale Institutului Băncii Mondiale

## Structură
·        Consiliul Guvernatorilor:     
   - este organul cel mai important; fiecare stat este reprezentat de un guvernator care poate fi ministrul de finanțe sau ministrul dezvoltării;
- adoptă decizii în probleme de mare importanță;
- se întrunește o data pe an; 
- deciziile sunt adoptate cu majoritate ponderată; fiecărui stat membru i se acorda un număr de voturi de bază, și, în plus, un număr de voturi suplimentar în funcție de importanța contribuției sale financiare. Astfel, doar 13 state pot adopta toate deciziile în majoritate, ponderea celorlalte state fiind minimă. Statele se regrupează în sectoare care acționează ca mijloace de presiune pentru influențarea deciziilor organizației.  
·        Consiliul Directorilor
           - este alcătuit din 25 de membri (Director Executivi; acționează ca organ executiv al FMI prin mandat atribuit de Consiliul Guvernatorilor. Este un organ permanent care exercită atribuții de aprobare a împrumuturilor și garanțiilor, a bugetului organizației. Se întâlnește de două ori pe săptămână.
           - 5 state cu contribuții mari la bugetul organizației numesc câte un Director Executiv – Franța, Germania, UK, SUA, Japonia, ceilalți 20 Directori Executivi sunt numiți de statele membre 

·        Președintele
           - este numit de către Consiliul Guvernatorilor, pe termen de 5 ani, reînnoibil;
- cu titlu de uzanță este un cetățean SUA, propus de acest stat. 
           -  în prezent – David R. Malpass, din 9 aprilie 2019 
Statele Unite sunt principalul acționar și finanțator al Băncii Mondiale.

## Critici

### Sărăcirea țărilor
Nicolae Văcăroiu despre Banca Mondială și Fondul Monetar Internațional: 
„ Personal, nu cunosc vreo țară care să fi obținut succese în urma aplicării măsurilor de ajustare structurală impuse de FMI și Banca Mondială. Din contră, au avut ca efect adâncirea crizei economice, agravând situația deja critică a celor săraci.”

## Controverse
În iulie 2015, s-a descoperit că supermarketurile Lidl și Kaufland, deținute de Schwarz Group, controlat de una dintre cele mai bogate familii din Germania, au beneficiat în zece ani de fonduri de aproape 900 milioane de dolari de la o divizie a Băncii Mondiale și BERD, pentru extinderea în Europa Centrală și de Est.
Aceasta în timp ce mandatul acestor instituții finanțate cu bani publici este de susținere a dezvoltării în țările în care investesc.
Banca Mondială are și rolul specific de reducere a sărăciei.